# NGC 7388
NGC 7388 في الفهرس العام الجديد، هي مجرة، تقع في كوكبة الفرس الأعظم، اكتشفت في 11 أكتوبر 1873.

## روابط خارجية
- NGC 7388 على موقع ويكي سكاي: DSS2, SDSS, GALEX, IRAS, Hydrogen α, X-Ray, Astrophoto, Sky Map, Articles and images